# Абакаров, Магомед Идрисович
Магомед Идрисович Абакаров (род. 2 октября 1975, село Сергокала, Сергокалинский район, Дагестанская АССР, РСФСР, СССР) — российский учёный – экономист, доктор экономических наук, профессор Дагестанского государственного университета, бизнесмен. Ректор Махачкалинского центра повышения квалификации «Академия – Каспий».

## Биография
Родился в 1975 году в селе Сергокала Сергокалинского района Дагестанской АССР. По национальности – даргинец.
Происхождением из села Урахи Сергокалинского района
В 1992 году окончил Сергокалинскую СОШ № 1 им Омарла Батырая.
В 1997 году окончил факультет управления экономикой Дагестанского государственного университета по специальности «Менеджмент».
С 2019 года – Директор туристической фирмы «Caspian Travel».
С 2019 года – Заместитель Председателя ДРО «Русское географическое общество» по внутреннему туризму.
Поощрён Почётной Грамотой Правительства Республики Дагестан.

## Научная деятельность
С 1997 по 2007 г.г – ассистент, преподаватель, старший преподаватель, заместитель декана экономического факультета Дагестанского государственного университета.
В 2001 году в ДНЦ РАН защитил диссертацию на соискание учёной степени кандидата экономических наук.
С 2011 по 2015 г.г – Ректор Махачкалинского инновационного университета Российской Академии образования.
В 2013 году в МГУ им М. В. Ломоносова защитил докторскую диссертацию по теме: «Социально-экономическая эффективность функционирования сферы платных услуг трудоизбыточного региона».
С 2014 года по н.в – Профессор кафедры государственного и муниципального управления Дагестанского государственного университета.
С 2015 года по н.в – Ректор Махачкалинского центра повышения квалификации «Академия – Каспий».
Член-корреспондент Российской Академии Естествознания.
В сферу научных интересов Магомеда Абакарова входит региональная экономика, туризм, развитие малого и среднего предпринимательства.
Автор трёх монографий, более 100 научных статей, в т.ч в научных сборниках рекомендуемых ВАК РФ.